# Cyclura carinata
La iguana de Turcas y Caicos (Cyclura carinata) es una especie de iguana endémica de estas islas caribeñas de Turcas y Caicos; se le considera en grave peligro de extinción.